# فرودگاه سان سباستین
فرودگاه سان سباستین (به انگلیسی: San Sebastián Airport) یک فرودگاه همگانی با کد یاتا EAS است که یک باند فرود آسفالت دارد و طول باند آن ۱۷۵۴ متر است. این فرودگاه در شهر سان سباستین کشور اسپانیا قرار دارد و در ارتفاع ۵ متری از سطح دریا واقع شده است.

## شرکت‌های هواپیمایی و مقصدهای پروازی
| شرکت‌های هواپیمایی                    | مقصدهای پروازی                                  |
| ------------------------------------ | ----------------------------------------------- |
| ایبریا ایرلاین اجرا توسط ایر نوستروم | مادرید-باراخاس فصلی: لوتن لندن، پالما د مایورکا |
| ویولینگ                              | بارسلونا-ال پرات                                |